# Microrregión de Campinas
La microrregión de Campinas es una de las microrregiones del estado brasileño de São Paulo perteneciente a la mesorregión Campinas. Su población, según el Censo IBGE en 2010, es de 2.632.019 habitantes y está dividida en dieciséis municipios. Posee un área total de 3.082,952 km².

## Municipios
- Americana
- Campinas
- Cosmópolis
- Elias Fausto
- Holambra
- Hortolândia
- Indaiatuba
- Jaguariúna
- Monte Mor
- Nova Odessa
- Paulínia
- Pedreira
- Santa Bárbara d'Oeste
- Sumaré
- Valinhos
- Vinhedo